# Kriogenij
Kriogenij je geološki period koji je trajao od prije 850 do 635 milijuna godina. Vjerojatno najekstremnija ledena doba na Zemlji su se dogodila u ovom periodu. Ledeni pokrivač je u to vrijeme možda pokrivao cijeli planet. Kriogenij je ujedno i drugi geološki period ere neoproterozoika. Razdoblje prije kriogenija zove se tonij a razdoblje poslije ediakarij. Glavna nepoznanica iz ovog perioda je izraženost ledenih doba u ovom razdoblju. Nije pouzdano poznato dali su to bile regionalne ili globalne pojave.
Period kriogenij još nije službeno potvrđen od strane Međunarodne Unije Geoloških Znanosti. Period je za sada definiran samo prema starosti stijena, a ne jasno uočljivoj globalnoj pojavi. Na primjer, Kambrij je definiran ne samo starošću stijena nego i pojavom fosila Phycodes pedum. Ti fosili pomažu pri prepoznavanju stijena i ne zahtijevaju kompliciranu laboratorijsku obradu.
Kriogenij je ime dobio po veoma hladnoj klimi koja je postojala u to vrijeme. Ledenjački nanosi govore da se Zemlja tada nalazila u ledenom dobu koje se ciklički izmjenjivalo. Postoje dokazi da je ledeni pokrov dosezao ekvator što govori da su ledena doba bila ekstremno hladna. Općenito se vjeruje da su postojale dvije galcijacije. Prva se odigrala prije 750 do 700 milijuna godina, a druga je trajala do prije 635 milijuna godina. Postoje naznake da je u jednom trenutku cijela Zemlja bila prekrivena ledom što je dovelo do razvoja teorije o Snježnoj Zemlji.
U ovom razdoblju superkontinent Rodinija se raspao i počeo se formirati novi superkontinent, Panotija.

## Vanjske poveznice
|  | Zajednički poslužitelj ima još gradiva o temi Kriogenij |